# Carrer Vila Puig (Sant Quirze del Vallès)
El Carrer Vila Puig és una via pública de Sant Quirze del Vallès (Vallès Occidental) inclosa a l'Inventari del Patrimoni Arquitectònic de Catalunya.

## Descripció
Entre els carrers que constituirien el primigeni nucli de població, a partir del centre que marca l'església sobre un turó a 188 metres d'altitud, es troba el carrer de Vila Puig, abans anomenat carrer Major.
Al llarg del carrer, es conserven una sèrie d'habitatges dins la tipologia de cases de poble, és a dir, edificis d'una planta baixa i pis. Alguns tenen porta d'entrada rectangular i d'altres, d'arc rodó. L'estructura i els materials són senzills.
Les que encara estan habitades, han estat recuperades conservant la seva tipologia i realitzant només les modificacions d'acord amb la funció i ús actual.
Les cobertes són de teules àrabs i carener horitzontal a la façana i sota una motllura en ressalt formant un incipient ràfec. Al registre del pis hi ha finestres rectangulars, conservant algunes d'elles un ampit motllurat.

## Història
Actualment, el carrer porta el nom de Vila Puig com a record del pintor paisatgístic català, nascut a Sant Quirze l'any 1892.